# Jan van Nickelen
Jan (Johannes) van Nickelen, auch in den Schreibweisen van Nickele oder van Nikkelen  (* 1655 oder 1656 in Haarlem, Republik der Vereinigten Niederlande; † März 1721 in Kassel, Landgrafschaft Hessen-Kassel), war ein niederländischer Landschafts-, Architektur- und Vedutenmaler des Barock.

## Leben

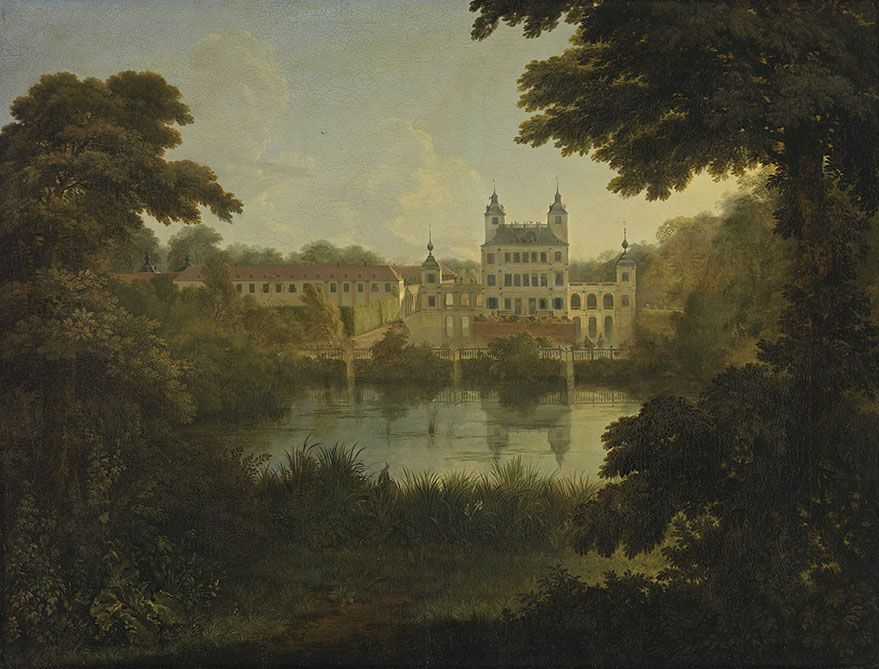
Das alte Schloss Benrath bei Düsseldorf, Ansicht von Norden, 1714, Bayerische Staatsgemäldesammlungen

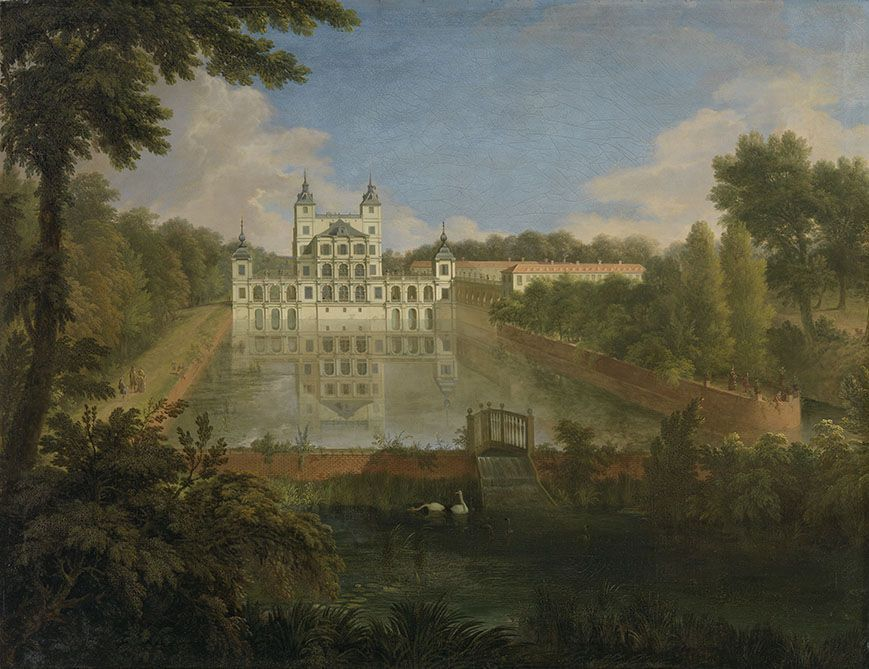
Das alte Schloss Benrath bei Düsseldorf, Ansicht von Süden, 1715, Bayerische Staatsgemäldesammlungen

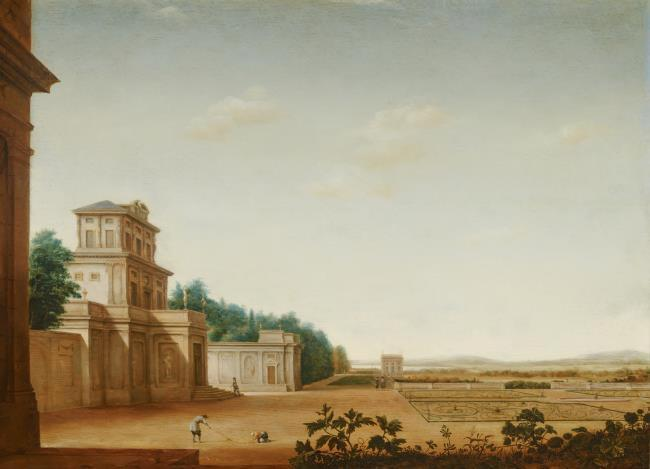
Idealprospekt eines Lustschlosses und eines Barockparks in einer Flussaue, Mauritshuis

Jan van Nickelen war ein Sohn und Schüler des mennonitischen Haarlemer Malers, Kaufmanns und Seidenwebers Isaak van Nickelen, der 1659/1660 als Meister der St.-Lukas-Gilde von Haarlem erwähnt ist. Wie sein Vater malte er Kircheninterieurs und Architekturansichten. Auch Tiermalerei und Radierungen stammen von ihm.
Jan van Nickelen genoss eine humanistische Ausbildung, heiratete am 18. Februar 1684 im Alter von 28 Jahren in Amsterdam Hester van Wiert und wurde 1688 in die Haarlemer Malergilde aufgenommen. Als er 1712 erneut in Amsterdam weilte, wurde er zusammen mit dem Porträtmaler Herman van der Mijn an den Düsseldorfer Hof des Kurfürsten Johann Wilhelm von der Pfalz berufen. In Düsseldorf gehörten sie zu einem Kreis um Jan Frans van Douven. Nach dem Tod des Kurfürsten (1716) wechselte er in die Dienste des Landgrafen Karl von Hessen-Kassel. Für den Landgrafen Karl schuf er Idealprospekte. In Kassel wurde er am 27. März 1721 begraben.
Jan van Nickelens Tochter Jacoba Maria van Nickelen war eine Blumen- und Früchtemalerin. Sie war eine Schülerin Herman van der Mijns und Ehefrau des Malers Willem Troost.
Jan van Nickelens Sohn Rymer van Nickelen (* um 1690; † nach 1740) war ein Porträt- und Landschaftsmaler. Besondere kunsthistorische Bedeutung haben dessen Ansichten von Schloss- und Parkbauten, die sich in der Sammlung der Gemäldegalerie Alte Meister in Kassel befinden.